# 北海道道637号西川東静内停車場線

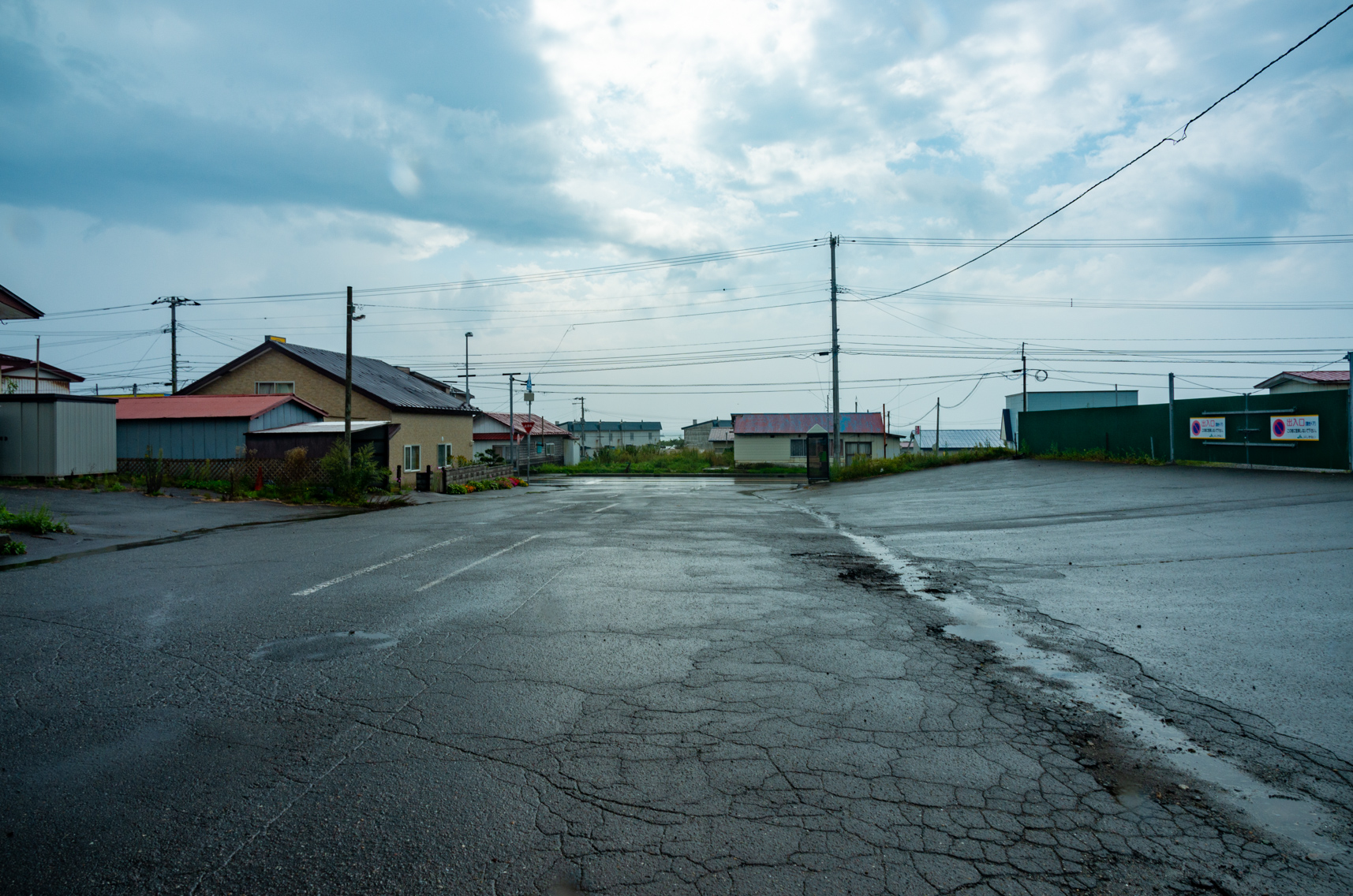
終点付近（東静内駅付近）

北海道道637号西川東静内停車場線（ほっかいどうどう637ごう にしかわひがししずないていしゃじょうせん）は、北海道日高郡新ひだか町を結ぶ一般道道である。

## 概要

### 路線データ
- 起点：北海道日高郡新ひだか町静内西川
- 終点：北海道日高郡新ひだか町東静内（JR北海道 日高本線 東静内駅跡）
- 総距離：15.4 km

## 歴史
- 1969年（昭和44年）6月18日 - 路線認定[1]。

## 路線状況

### 重複区間
新ひだか町
- 静内西川 - 静内川合（北海道道1025号静内浦河線）
- 東静内 - 東静内（国道235号）

## 地理

### 通過する自治体
- 日高振興局
  - 日高郡新ひだか町

### 主な接続道路
新ひだか町
- 北海道道1025号静内浦河線 - 静内西川、静内川合（重複）
- 国道235号 - 東静内（重複）